# Justine Joli
Justine Joli (St. Louis, Misuri; 16 de julio de 1980) es una modelo erótica y actriz pornográfica estadounidense.

## Biografía
Joli comenzó su carrera en el cine pornográfico tras cumplir los 18 años, ha trabajado frecuentemente con Suze Randall, Danni Ashe y Andrew Blake. Su material hasta 2007 ha sido exclusivamente en solitario o contenido lésbico.
Justine Joli se ha autodefinido como una geek, apasionada del anime, la ciencia ficción, los comics y los ordenadores Macintosh.
Justine Joli había trabajado en unas ochenta películas para adultos hacia 2005. Ha sido portada de numerosas revistas para adultos, saliendo en la portada de marzo de 2002 de la revista Hustler. El 30 de octubre de 2006 apareció en el Show de Howard Stern (The Howard Stern Show) transmitido en su canal en la Sirius XM Satellite Radio.

## Filmografía
| - Adriana - A Girl's Affair 50 - Alien Love Fantasy - All About Keri - All the Rave - Alpha 15: Reform School Girls - Angel Plush - Are We In Love - Aria - Atomic Vixens - Back To The 50's Burlesque 2 - Barely Legal 12 - Barely Legal 50 - Barely Legal in the City - Barely Legal Summer Camp 1 - Barely Legal Summer Camp 2 - Beautiful Lies - Becoming Georgia Adair: Self Portrait - Blue Erotica - Body Language - By Invitation Only - Carnival Sluts and Circus Dicks - Catherine - Chicks Gone Wild - Club Inferno - Cockless 8 - Cockless 9 - Corrupted by Justine Joli - Coyote Nasty - Dark Side - Deep Shine - Desires of a Dominatrix 3 - Dirtier Debutantes Too - Dominatrix Desires - Erotic Idols - Exhibitionists - Exposed Justine - Exposed Luna Lane - Extreme Behavior 5 - Fashion Models Gone Bad - Feel The Heat - Fem Bella - Fem L'Amour - Flirts - Girlfriends | - Girl on Girl - Girls on Parade - Girls School 2 - Good Girl Bad Girl - Hard Edge - House Sitters - Hypnotik Illusions - I Love Lesbians 12 - In the Garden of Shadows - Invitation Only - Jack's Playground 1 - Justine - Justine Red Letters - Keep Me Wet 2 - Kill Girl Kill 2 - Killer Sex & Suicide Blondes - L'affaire - Latex Desires - Leatherbound Dykes from Hell 22 - Lip stick Lesbians 4 - Matrix Nudes 3 - Meridians of Passion - Misbehaving Maid - Muff 1 - My Personal Slave Justine - My Secret Life - Mystified 3: the Sorceress - Naughty Newbies - Neu Wave Hookers - Nina Hartley's 3 - Nina Hartley's 5 - Nina Hartley's 6 - Nina Hartley's 11 - Nina Hartley's 12 - Nina Hartley's 13 - Nina Hartley's 14 - Nina Hartley's 17 - Nina Hartley's 18 - Nina Hartley's 19 - Nina Hartley's 20 - No Man's Land 38 - No Man's Land : Director's Choice - O The Power of Submission | - Panty World 13 - Passion for Payne - Payback - Perfection - Personal Trainer Sluts - Pin-Ups - Polarity - Porn'o Plenty 9 - PPV-631: Juliana Kincade & Swan - PPV-637 : Swan Party Video - PPV-642 : Swan Pantyhose - PPV-644 : Teens in Tights 4 - Prisoner - Private Performance 154 : Swan - Private Performance 199: Swan's Smokin Return - Pussy Worship 2 - Real Female Masturbation 12 - Real Lesbians 11 - Real Lesbians 13 - Real Lesbians 14 - Real Masturbation 9 - Real Naturals 10 - Real Naturals 12 - Real Sex Magazine 40 - Rub the Muff 3 - Rubber Ranch - Sex University - Solo Debutantes - Space 2077 - Stocking Secrets 9 - Stocking Strippers Spanked 3 - The Magic Sex Genie - The Villa - The Story of J - Tiny Tit Lesbos - Touch and Feety 4 - Tristan Taormino's House of Ass - Valley Cheerleader Sorority 3 - Virtual Lap Dancers 2.0 - Wank On Me - Welcome to the Valley - Welcome to the Valley 5 - Wild in Vegas - Young Girls' Fantasies 2 |